# La Baronne (chanteuse)
Pour les articles homonymes, voir La Baronne et Cobo.
Sylvie Cobo, de son nom de scène La Baronne, est une autrice-compositrice-interprète et batteuse française installée à Montréal au Québec.
Plus précisément, La Baronne est le nom du groupe qui permet à Cobo d'interpréter ses chansons, mais ce nom est aussi et surtout associé à la chanteuse,.

## Les débuts
Sylvie Cobo commence sa carrière en 1984 avec le groupe ADN, qui obtient une bonne audience régionale autour de Lyon et Saint-Étienne. Le groupe devient Rimmel en 1987, puis Maïna en 1993.

## La Baronne
La Baronne est cofondé avec le pianiste Emmanuel de Bonneville autour de 1995, puis évolue avec d'autres musiciens (Hugo Renard et Jean-Pierre Caporossi aux claviers, Claude Barthélémy à la guitare, Philippe Lemoine au saxophone ou encore  Dominique Brunier au violoncelle) avant de s'interrompre vers 2013,.
Depuis 2016, La Baronne reprend son activité avec le pianiste français Teddy Gauliat-Pitois,.
Entre 1995 et 2003, le groupe donne plus de 900 concerts en France et dans le monde.

## Pohu/Cobo
En 2014, Sylvie Cobo forme le duo Pohu/Cobo avec le guitariste Sylvain Pohu.

## Discographie

### La Baronne
- 1995 : Mister Dingo
- 1998 : Du vent dans les bronches de Freydier-Paulhac

### Sylvie Cobo
- 2000 : Titre Marie-Jo sur l'album collectif Les chansons des luttes et de la condition ouvrière (cd France Découvertes)
- 2002 : Titre Marseille sur l'album collectif Chansons du bout de la nuit (cd Wagram)
- 2005 : Fin de saison (cd Tempête)

## Spectacles
- À taaable… avec Buster Keaton et Fatty ! (créé en 2023) : ciné-concert.
- Kurt, Bertolt, Pia… et moi ! (créé en 2023) : théâtre et chansons de Kurt Weill et Bertolt Brecht, et de leur interprète francophone Pia Colombo.
- Les aventures d'une voix (créé au Printemps de Bourges, 1998)[7]